# 胡妲·班亞米納
胡妲·班亞米納（法語：Houda Benyamina，1980年11月30日—），出生於法國埃松省维里-沙蒂永，是一位電影編劇兼導演。
2016年的第69屆坎城影展，她以《神聖》獲得金攝影機獎，次年獲得三項凱薩電影獎，包含《最佳處女作獎》，該部電影獲獎後由Netflix買下版權。

## 作品
- 2006年：《Paris vs Banlieue》（短片）
- 2006年：《Taxiphone Francaoui》（短片）
- 2006年：《Le clou en chasse un autre》（短片）
- 2008年：《Ma poubelle géante》（短片）
- 2011年：《Sur la route du paradis》
- 2016年：《神聖（法语：Divines）》（電影）[4]
- 2020年：Netflix電視劇《巴黎爵士（法语：The Eddy）》
- 2022年：《Salam》[5]